# Vlasta Svobodová
Vlasta Svobodová (* 21. února 1937) je česká politička, bývalá senátorka za obvod č. 55 – Brno-město a členka ODS, dcera majora Vladimíra Šoffra.

## Vzdělání, profese a rodina
Před zvolením do Senátu pracovala jako konzultantka geologie. Jejím manželem byl výtvarník Vladimír Svoboda. Má syna Vladimíra a dceru Viktorii. 

## Politická kariéra
Ve volbách 1996 se stala členkou horní komory českého parlamentu, když v obou kolech porazila komunistu Pavla Pavlíka. V senátu se angažovala ve Výboru pro zdravotnictví a sociální politiku. Ve volbách 1998 odmítla kandidovat.
V letech 2002–2006 zastávala funkci místostarostky městské části Brno-střed. Ve volbách 2006 svůj mandát neobhájila, neboť kandidovala na nevolitelném 20. místě.

## Ocenění
V roce 2023 obdržela medaili Karla Kramáře.